# Suzanne Débarbat
Suzanne Virginie Débarbat, née le 4 septembre 1928 à Montluçon et morte le 6 août 2024 au Kremlin-Bicêtre, est une astronome française spécialiste en histoire de l’astronomie.

## Formation et carrière
Après des études secondaires à Montluçon, elle étudie les mathématiques à l’université de Clermont-Ferrand. Elle entre à l’Observatoire de Paris en 1953 en tant que calculatrice, travaillant en temps partiel et en étudiant en même temps l’astronomie à la Sorbonne. En 1955, elle joint le Service astrolabe(s) qu’André Danjon venait de créer et dont il était le directeur. À partir de cette année, elle est successivement assistante, aide-astronome, astronome adjoint et astronome titulaire.
En 1969, elle devient docteure en sciences mathématiques. De 1987 à 1992, elle dirige le département d’Astronomie fondamentale de l’Observatoire de Paris, aujourd’hui Systèmes de référence temps-espace (SYRTE). Après sa retraite en 1992, elle est astronome titulaire honoraire. Attachée à l'équipe d'histoire des sciences au sein de SYRTE, elle poursuit ses recherches. Elle préside le Bureau des longitudes de 2004 à 2005,.
Parmi ses nombreuses responsabilités, elle préside la commission 41 « Histoire de l’Astronomie » de l’Union astronomique internationale, de 1991 à 1994. Elle est aussi membre de nombreuses sociétés scientifiques et savantes telles que l’Académie internationale d'histoire des sciences, la Société astronomique de France, l’Association francophone de topographie et la Société philomathique de Paris. Elle est membre du comité de rédaction du Journal of Astronomical History and Heritage (revue scientifique à comité de lecture), dès sa création en 1998. Au sein de la Société astronomique de France, elle est rédactrice en chef du magazine l'Astronomie, de 1976 à 1982.

## Travaux et publications
Les travaux de Suzanne Débarbat portent sur l'histoire du Bureau des longitudes, de l’Observatoire de Paris, de ses astronomes et leurs travaux, l'histoire de la mesure du temps, du système métrique, des instruments astronomiques, des observations.
Elle a écrit ou co-écrit un très grand nombre d’ouvrages et a publié plus de 300 articles dans des divers journaux à comité de lecture ou de vulgarisation.

## Décorations
- Commandeur de l'ordre des Arts et des Lettres en 2013[12].
- Officier de l'ordre national de la Légion d'honneur en 2005[13] (chevalier en 1996)[14].
- Officier de l'ordre national du Mérite en 2001[15].

## Distinctions et hommages
- Prix Paul Doistau-Émile Blutet de l'information scientifique de l’Académie des sciences (2019)[16].
- Prix Jules-Janssen de la Société astronomique de France (2013)[17].
- Prix des Dames de la Société astronomique de France (1977)[18].

L’astéroïde (15671) Suzannedébarbat a été nommé en son honneur.